# Travesuras de la niña mala (serie de televisión)
Travesuras de la niña mala es una serie de televisión web dramática mexicana producida por W Studios para TelevisaUnivision, en el 2022. La serie está basado en la novela homónima de 2006 escrita por Mario Vargas Llosa, siendo adaptado por María López Castaño. Se lanzó a través de Vix desde el 8 de diciembre de 2022. A finales de marzo de 2023, la serie fue renovada para una segunda temporada.
Esta protagonizada por Macarena Achaga y Juan Pablo Di Pace, junto a un reparto coral.

## Trama
En 1953, Ricardo Somocurcio (Jaime Maqueo) es un adolescente limeño de clase media alta del barrio de Miraflores, quien se enamora de una jovencita recién llegada, Lily «La chilenita» (Paulina Gil), apodada así por Ricardo debido a su país de origen; ella es una inmigrante que busca junto a su hermana tener una mejor vida, pero tras su abrupta ruptura, luego de encontrarla besando a un hombre mayor, ella desaparece y Ricardo descubre que Lily ha mentido, ni era chilena, ni se llamaba Lili. Esta joven desaparecerá de la vida de Ricardo. 
Ya en su juventud, Ricardo (Juan Pablo Di Pace) cumple su sueño de toda la vida, vivir en París, ciudad de la que su padre le hablaba cuando este era niño y ciudad anhelada de sus escritores favoritos, allí consigue trabajo como traductor de la Unesco. En la capital francesa volverá a encontrar a la joven, quien ahora se llama Arlette (Macarena Achaga) la cual, va en camino a Cuba con intención de convertirse en guerrillera de la revolución peruana y el que Arlette y Ricardo puedan estar juntos se convertirá en un problema. Esta cazafortunas continuará su camino por Londres, Tokio y Madrid en encuentros y desencuentros inesperados con Ricardo, haciendo que el amor y el desamor sea su forma de vida.

## Reparto
Una lista del reparto confirmado se publicó el 18 de octubre de 2022, a través de la página web oficial de la sala de prensa de TelevisaUnivision.
- Juan Pablo Di Pace como Ricardo Somocurcio
  - Jaime Maqueo interpretó a Ricardo adolescente
- Macarena Achaga como Arlette / Madame Arnoux
  - Paulina Gil interpretó a Arlette / Lily «La Chilenita» adolescente
- Rowi Prieto como Paul Escobar / Luis de la Puente
- Vanessa Saba como Alberta
- Mariana Flores como Ana
- Natalia Benvenuto como Adriana
- Mónica Guzmán como Eufrasia
- Marcelo Barceló interpretó a Tico adolescente
- Tasha Carrera como Teresa
- Mauricio Abad como Invitado de la fiesta
- Fernando Soto como Charnes
- Martijn Kuiper como el Sr. Richardson
- Alba Messa como Carmencita
- Elisabeth Marín como Pilar
- Raúl Vega Damián como Alfredo
- Adriana Butoi como Marguerite
- Eduardo Tanús como Mateo
- Néstor Rodulfo como el Comandante Chacón
- Fernando Cayo como Robert Arnoux
- Edgardo González como Torrijos
- Juan Carlos Rey de Castro como Alberto
- Alec Chaparro como Henry
- Axel de la Rosa como Muñoz
- Olfa Masmoudi como Cecile
- Nacho Tapia como Lorenzo
- Katixa Mecerreyes como Sara
- Luigi Lomparte como José
- Natalia Payán como Marirosa
  - Lot Soffi interpretó a Marirosa adolescente
- Nidia Bermejo como Inge
  - María Gutiérrez interpretó a Inge adolescente
- Carlos Humberto como Luquen
  - Santiago Elizondo interpretó a Luquen adolescente
- Nicola Porcella como Esposo de Marirosa
- Emmanuel Varela como el Director de la UNESCO
- Teo Izquierdo como Pierre
- Javier Dulzaides como Juan Barreto
  - Santiago Emiliano interpretó a Juan Barreto adolescente
- Inge Ladd como la Sra. Stubard
- Lariza Juárez como Pamela
- Julián Segura como Roy
- Mauro Sánchez Navarro como Manu
- Laura Valen como René
- Steph Bumelcrownd como Lucy
  - Renata Chacón interpretó a Lucy adolescente
- Elena Pérez como Elisa
- Víctor Civeira como Salomón

## Episodios
| N.º | Título                             | Fecha de lanzamiento original |
| --- | ---------------------------------- | ----------------------------- |
| 1 | «La reina del mambo»               | 8 de diciembre de 2022        |
| Ricardo no logra conseguir el empleo que había solicitado como abogado. Ayuda a Paúl recogiendo becarios compatriotas. Un día recoge a Arlette, ahora, 10 años más tarde, el destino lo ha reunido en París con "la niña mala".                              |                                    |                               |
| 2 | «Un sueño a medias»                | 8 de diciembre de 2022        |
| Ricardo no puede dejar de pensar en "la niña mala". Mientras esté en París, ella le pide que salgan todos los días. Además, Arlette hará lo que sea necesario para lograr escapar de su compromiso con el MIR. Ricardo está completamente enamorado.         |                                    |                               |
| 3 | «Las niñas malas no lloran»        | 15 de diciembre de 2022       |
| La niña mala pone a prueba su resistencia al tener que pasar por un fuerte entrenamiento. Al no ser tan hábil, utiliza sus mentiras para conocer personas fuera del campamento. Además, sigue dolida con Ricardo y no responde sus cartas.                   |                                    |                               |
| 4 | «Dos años, seis meses y tres días» | 22 de diciembre de 2022       |
| Ricardo consigue el trabajo que soñaba y trata de mantener una relación con Carmencita pero no logra sacar a Arlette de su mente. Paúl tiene algo importante que contarle a Ricardo que cambiará sus vidas para siempre.                                     |                                    |                               |
| 5 | «Viejos amigos»                    | 29 de diciembre de 2022       |
| Madame Arnoux y Ricardo se ponen al día y comienzan un acercamiento. Las noticias que llegan del Perú no son muy alentadoras y Madame Arnoux tendrá que decidir si apoyar a Ricardo o no.                                                                    |                                    |                               |
| 6 | «La isla de las casualidades»      | 5 de enero de 2023            |
| Ricardo se encuentra en Londres con su amigo de infancia, Juan Barreto, quien es un prestigioso pintor en Newmarket. La niña mala está desencantada con su nueva vida. En la noche del cumpleaños de Mr. Richardson, Ricardo será un invitado muy especial.  |                                    |                               |
| 7 | «La libertad»                      | 12 de enero de 2023           |
| Un terremoto sacude Perú y a la Niña mala le revuelve su pasado. Ricardo se queda un tiempo en Londres al estar preocupado por la salud de Juan, quien recibirá el encargo de un inesperado cliente.                                                         |                                    |                               |
| 8 | «Temporada de caza»                | 19 de enero de 2023           |
| El regreso de Ricardo a París trae consigo un acenso laboral y una nueva oportunidad de visitar Londres. Para la niña mala la convivencia con Mr. Richardson es insostenible. Sabiendo a Ricardo cerca, no duda en recurrir a su ayuda para idear un escape. |                                    |                               |
| 9 | «Bajo la sábana»                   | 26 de enero de 2023           |
| Ricardo se ve abatido por la suerte de Juan y por la preocupante herida de la niña mala. Escondidos, la asiste en su sanación y una más de sus transformaciones. Aprovechando la cercanía, intentará convencerla de huir con él.                             |                                    |                               |
| 10 | «La última página»                 | 2 de febrero de 2023          |
| Cuatro años han transcurrido. El fantasma de la Niña mala hace que Ricardo cuestione una gran decisión de vida que tiene cerca. Se termina encontrando con un nuevo destello de esperanza.                                                                   |                                    |                               |

## Producción

### Antecedentes y desarrollo
En octubre de 2012, a raíz de la alianza de producción entre RTI Televisión —predecesora de W Studios— y Grupo Televisa, Travesuras de la niña mala fue anunciada junto con otros títulos como parte de las producciones que se realizarían para la televisión lineal. En la producción, se tenía contemplado que el actor mexicano Diego Luna interpretará el papel de Ricardo Somocurcio, además de dirigir la serie, siendo presentado ante la prensa en el marco de la MIPCOM 2012 por Patricio Wills y José Bastón. En el guion, el escritor colombiano Gustavo Bolívar sería el encargado de adaptar la historia para televisión, además de haberse planeado iniciar el rodaje en el transcurso del primer semestre de 2014; sin embargo, la producción de la serie fue suspendida de forma indefinida sin previo aviso, entrando a un periodo de desarrollo en el limbo.
Siete años después, la idea de hacer una versión para televisión de la novela de Mario Vargas Llosa volvió a tener luz verde, tras ser anunciada entre julio de 2021 y febrero de 2022, como uno de los títulos originales para la plataforma de streaming de TelevisaUnivision, Vix+. El 1 de abril de 2022, a través de una entrevista se confirmó que Patricio Wills llevaría de nueva cuenta la producción ejecutiva de la serie a través de su compañía productora, W Studios. La producción de la serie inició rodaje el 13 de julio de 2022, en París, Francia. En octubre de 2022, la serie se presentó en la feria comercial MIPCOM 2022, donde se dio a conocer el tráiler de la serie. El 17 de noviembre de 2022, se anunció la fecha de lanzamiento de la serie a través de la cuenta oficial de Instagram de Vix+.

### Selección de reparto
El 23 de junio de 2022, se anunció que Macarena Achaga llevará el rol estelar interpretando a Arlette. El 13 de julio de 2022, se anunció que Juan Pablo Di Pace fue seleccionado para interpretar a Ricardo Somocurcio. El 17 de octubre de 2022, el resto del equipo de reparto —entre ellos, los actores españoles Fernando Soto y Fernando Cayo de La casa de papel— fueron anunciados a través de unas listas publicadas por TelevisaUnivision y Deadline Hollywood.